# Fato bruto
O fato bruto(pt-BR) ou facto bruto(pt-PT?) é o fato em si mesmo (enquanto o fato institucional é considerado convencional que exigem o apoio de uma instituição. O termo foi cunhado por G. E. M. Anscombe e popularizado por John Searle.
O termo, "Fato bruto", também pode ser usado para se referir geralmente a fatos que não têm explicações, ou que se explicam por si mesmos.
Pode-se argumentar que para alguns fatos faltam explicações causais
Por exemplo, não há uma causa que explica o fato de que o universo começou há cerca de 14 bilhões de anos, plausivelmente, esse fato primeiro sobre o universo não tem uma explicação causal. O fato de que o universo começou há cerca de 14 bilhões de anos é um "Fato bruto".
"Fatos brutos" explicam-se por si mesmos.
Considere os seguintes fatos:
1. Houve a segunda grande guerra na Europa
2. As pessoas estavam agindo de uma certa forma "guerreira"; ou seja, durante a guerra as pessoas estavam construindo armas de fogo, elas estavam se escondendo em porões, soldados estavam matando soldados, as pessoas estavam poupando rações de comida e tinham medo de aviões sobrevoando, estavam sentindo orgulho nacional e tendo ódio de qualquer representação inimiga, etc.

Estes não são apenas fatos que foram verdade neles mesmos, mas sim, o fato "2" (ou alguma variação dele) explica fato "1". E, os filósofos reducionistas acreditam que, pode-se argumentar que os fatos sobre o comportamento humano é explicado pelos mesmos tipos de fatos que são estudado por neurocientistas e biólogos. Assim podemos continuar a cavar por explicações para fatos institucionais (segunda grande guerra) até chegar ao fundo do poço a um conjunto de fatos - possivelmente os fatos sobre o movimento das partículas subatômicas - e esses fatos também podem ser chamado brutos.

## Anscombe e Searle
G. E. M. Anscombe empregou o conceito de um fato ser um fato bruto em relação a algum outro - o fato bruto de pagar uma conta, entregando algum dinheiro "pressupondo", por exemplo, a existência de um sistema de moeda institucionalizada. Assim, alguns fatos parecem ser dependente dos outros: que um determinado pedaço de papel vale dez dólares pode ser explicado em termos de escolhas humanas, crenças e instituições que suportam o sistema de moeda.
John Searle desenvolveu o conceito de fato bruto de Anscombe para o que ele chamou de fatos físicos brutos - como o que há neve no Monte Everest - ao contrário de fatos sociais ou institucionais, dependente de sua existência de acordo humano.